# The Definitive Collection (The Blues Brothers)
The Definitive Collection è una raccolta del 1992 dei Blues Brothers.

## Tracce
1. Opening: I Can't Turn You Loose (Redding)
2. Hey Bartender (Dixon)
3. Messin' With the Kid (London)
4. (I Got Everything I Need) Almost (Walsh)
5. Rubber Biscuit (Johnson, Levy)
6. I Don't Know (Mabon)
7. Soul Man (Hayes, Porter)
8. Who's Making Love? (Banks, Crutcher, Davis, Jackson)
9. Do You Love Me/Mother Popcorn (You Got to Have a Mother for Me) (Brown, Ellis, Gordy)
10. Guilty (Newman)
11. Riot in Cell Block #9 (Leiber, Stoller)
12. From the Bottom (Williamson)
13. Going Back to Miami (Cochran)
14. Everybody Needs Somebody To Love (Wexler, Berns, Burke)
15. Expressway to Your Heart (Gamble & Huff)
16. Sweet Home Chicago (Johnson)
17. Closing: I Can't Turn You Loose (Redding)
18. Shake a Tail Feather (Hayes, Williams, Rice)
19. Think (White, Franklin)
20. Gimme Some Lovin' (S. Winwood, M. Winwood, Davis)

## Formazione
- "Joliet" Jake Blues – voce
- Elwood Blues – voce, armonica a bocca
- Matt "Guitar" Murphy – chitarra
- Steve "The Colonel" Cropper – chitarra
- Donald "Duck" Dunn – basso
- Paul "The Shiv" Shaffer – tastiere, cori
- Willie "Too Big" Hall – batteria
- Steve "Getdwa" Jordan – batteria, cori
- Lou "Blue Lou" Marini – sassofono
- Tom "Triple Scale" Scott – sassofono
- Tom "Bones" Malone – sassofono, trombone, tromba, cori
- Alan "Mr. Fabulous" Rubin – tromba, cori